# Shizuka Uchida
Shizuka Uchida (jap. 打田しづか, Uchida Shizuka; * 26. Juli 1989) ist eine japanische Badmintonspielerin.

## Karriere
Shizuka Uchida wurde bei der Japan Super Series 2010 Fünfte im Dameneinzel. Beim China Masters 2010 erkämpfte sie sich Platz neun in der gleichen Disziplin. Dritte wurde sie bei den US Open 2010, den Malaysia International 2010 und den Osaka International 2011.

## Sportliche Erfolge
| Saison | Veranstaltung          | Disziplin   | Platz | Name           |
| ------ | ---------------------- | ----------- | ----- | -------------- |
| 2010   | China Masters          | Dameneinzel | 9     | Shizuka Uchida |
| 2010   | Japan Open             | Dameneinzel | 5     | Shizuka Uchida |
| 2010   | US Open                | Dameneinzel | 3     | Shizuka Uchida |
| 2010   | Malaysia International | Dameneinzel | 3     | Shizuka Uchida |
| 2011   | Osaka International    | Dameneinzel | 3     | Shizuka Uchida |
| 2013   | Polish Open            | Dameneinzel | 1     | Shizuka Uchida |